# Kyselka Spa

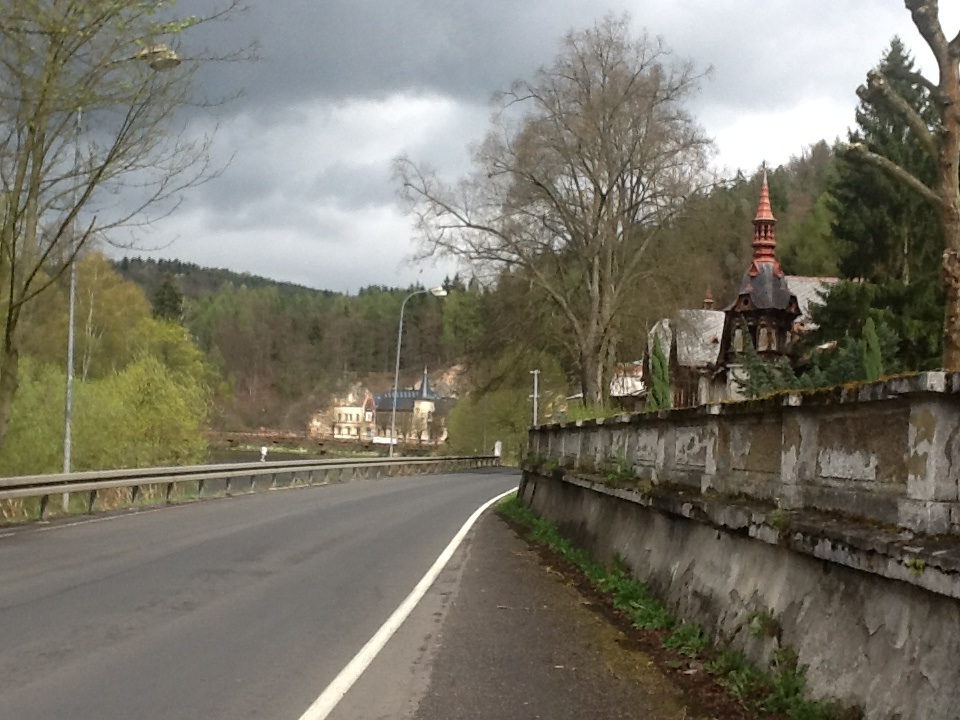
Le Lázně Kyselka en 2014.

Le Kyselka Spa (en tchèque : Lázně Kyselka ; en allemand : Bad Gießhübl), ancien nom Kysibl, est un complexe d'anciens bains publics dans le village de Kyselka dans les environs de Karlovy Vary en République tchèque.